# Bourreria maritima
Bourreria maritima är en strävbladig växtart som beskrevs av Otto Eugen Schulz. Bourreria maritima ingår i släktet Bourreria och familjen strävbladiga växter. Inga underarter finns listade i Catalogue of Life.